# Frank Temming
Frank Temming (Utrecht, 23 april 1970) is een Nederlands voormalig American footballler die als running back speelde.
Temming begon bij Utrecht Vikings en deed in 1990 mee aan een try-out voor de International League of American Football (ILAF), een niet van de grond gekomen project om American Football naar Europa te halen. In 1991 ging de World League of American Football (WLAF) van start en Temming kwam bij Barcelona Dragons waarmee hij de finale van de eerste World Bowl verloor van London Monarchs. Hij keerde niet terug voor het seizoen 1992 en na dat jaar werd de WLAF opgeheven. In 1995 ging de World League van start die al snel omgedoopt werd in NFL Europe en later NFL Europa. Temming speelde van 1995 tot 2000 voor de Amsterdam Admirals. In zijn eerste seizoen verloor hij met de Admirals de finale om de derde World Bowl van Frankfurt Galaxy. In 1997 kreeg hij de Ring of Honor als beste speler van het team. Nadien speelde Temming nog voor Utrecht Dominators waar hij later ook hoofdcoach werd. In 2014 werd hij gearresteerd na een wapenvondst in het huis van zijn broer.